# Маевский, Константин Викторович
Константин Викторович Маевский (5 октября 1979, Москва, СССР) — российский футболист, игрок в мини-футбол, известный по выступлению за московские клубы «Динамо» и ЦСКА, а также за сборную России по мини-футболу; тренер. Заслуженный мастер спорта России (с 27 марта 2012).

## Биография
В детстве Маевский снимался в киножурнале «Ералаш», в некоторых сериях входил в число исполнителей главных ролей. Наиболее известные эпизоды с участием Маевского — «Апельсин» (1991), «17 мгновений Кипяткова» (1991) и «Яма» (1990-й год).
Начал заниматься футболом в 5 лет в школе московского «Торпедо». После её окончания поступил в Академию МВД и много времени уделял образованию, поставив футбол на второй план. Однако знакомый тренер предложил ему вариант, совместимый с учёбой. Таким образом, Маевский оказался в мини-футбольном клубе «Чертаново», игравшем в высшем дивизионе.
Первым сезоном Маевского в элите российского мини-футбола стал сезон 1997/98, тогда же он забил свои первые голы в чемпионате. «Чертаново» заняло последнее место и опустилось в Первую лигу. Маевский остался в команде ещё на один сезон, после чего перешёл в другой клуб второго по уровню дивизиона «Интеко». Этот клуб существовал совсем немного. Маевский провёл там яркий сезон, став вторым бомбардиром первенства после Дениса Абышева. Вскоре вернулся в высшую лигу, став игроком московского ЦСКА, где провёл два с половиной сезона и стал одним из лидеров команды. Своей игрой он привлёк внимание тренера сборной России Евгения Ловчева. 5 ноября 2002 года дебютировал за сборную в отборочном матче чемпионата Европы против сборной Израиля.
В январе 2003 года Маевский перешёл в недавно созданный клуб «Динамо». Уже в своём дебютном сезоне «динамовцы» стали чемпионами России, а Маевский по совокупности выступлений за ЦСКА и «Динамо» был признан лучшим защитником чемпионата России.
Маевский шесть раз становился чемпионом России и пять раз выигрывал кубок России. В сезонах 2005/06 и 2008/09 он вновь признавался лучшим защитником российского чемпионата. Участвовал в еврокубковых матчах, в том числе в победном Кубке УЕФА 2006/07.
В сезоне 2003/04 вошёл в семёрку лучших бомбардиров чемпионата с 33 забитыми мячами. Немало забивал в еврокубковых матчах. Особенно примечательны его голы в двух финальных матчах Кубка УЕФА: в 2005 году он забил в ворота бельгийского «Аксьон 21», а год спустя — испанскому «Бумеранг Интервью».
В 2005 году закрепился в сборной России и вошёл в состав на чемпионат Европы. Россияне выиграли на турнире серебряные медали, а Маевский отметился голом в ворота сборной Чехии. На следующем чемпионате Европы россияне выиграли бронзовые медали, а Маевский забил сборной Испании. Заметен он был и на чемпионате мира 2008, где забил пять мячей.
Летом 2010 года Маевский вернулся в ЦСКА. В начале 2012 года обошёл Константина Ерёменко и Темура Алекберова по количеству проведённых за сборную матчей, став абсолютным рекордсменом по этому показателю.

### Тренерская работа
С 9 января 2013 по 2016 год являлся тренером в «Норильском никеле».
С 2019 года являлся старшим тренером юношеских сборных России до 17 и до 19 лет.

## Достижения
- Чемпион России по мини-футболу (6): 2003, 2004, 2005, 2006, 2007, 2008
- Обладатель Кубка России по мини-футболу (5): 2003, 2004, 2008, 2009, 2010
- Обладатель Кубка УЕФА по мини-футболу: 2006-2007
- Серебряный призёр Чемпионата Европы по мини-футболу (2): 2005, 2012
- Бронзовый призёр Чемпионата Европы по мини-футболу 2007
- Полуфиналист Чемпионата мира по мини-футболу 2008

Личные:
- Лучший защитник чемпионата России (3): 2002/03, 2005/06, 2008/09